# پایگاه هوایی شعیبیه
پایگاه هوایی شعیبیه، پایگاهی هوایی در اختیار نیروی هوایی عراق واقع در استان بصره در عراق است.

## تاریخچه
این فرودگاه توسط نیروی هوایی سلطنتی بریتانیا در سال ۱۹۲۰ با نام پایگاه نیروی هوایی سلطنتی شعیبیه، (RAF Station Shaibah) تأسیس شد. این پایگاه، سال‌ها بعد، در ۱ مارس ۱۹۵۶ به نیروی هوایی عراق تحویل داده شد، و سپس به فرودگاه و پایگاهی هوایی برای نیروی هوایی عراق تبدیل شد.

### در جنگ ایران و عراق
این فرودگاه، به‌عنوان بخشی از عملیات انتقام که توسط نیروی هوایی ایران، تنها دو ساعت پس از تهاجم عراق به ایران در سال ۱۳۵۹ آغاز شده بود، توسط چهار فروند جنگنده فانتوم مسلح به بمب‌های ام‌کی۸۲ بمباران شد. به گفته منابع ایرانی، تعدادی میگ-۲۵ و میگ-۲۳ در این پایگاه هوایی مستقر بودند. این پایگاه در عملیات گسترده کمان ۹۹ در روز دوم جنگ ایران و عراق، بار دیگر بمباران شد.

### در جنگ خلیج فارس
در ساعت ۴:۰۵ صبح ۱۷ ژانویه ۱۹۹۱، ترکیبی از چهار فروند گرومن ای-۶ اینترودر به‌همراهی چند هواگرد دیگر، از ناو هواپیمابر یواس‌اس میدوی به این فرودگاه حمله کردند.
در عصر روز هفدهم، چهار فروند جنگندهٔ پاناویا تورنادو بریتانیایی با استفاده از بمب‌های ضدباند، فرودگاه را بمباران کردند. در ۳۱ ژانویه، حمله دیگری، این بار با مشارکت نیروی دریایی ایالات متحده و بریتانیا صورت گرفت.
این پایگاه پس از عملیات طوفان صحرا تا مدتی رها و متروکه شد.

### در حمله آمریکا به عراق
پایگاه شعیبیه در طول جنگ عراق در سال ۲۰۰۳ توسط نیروهای ائتلاف تصرف شد و به محل یک بیمارستان نظامی بریتانیایی و پایگاه لجستیکی شعیبیه (SLB) تبدیل شد. همچنین در دوره‌ای، این پایگاه محل استقرار نیروهای بریتانیا، هلند، جمهوری چک، دانمارک و نروژ بود.

## کاربری کنونی
این پایگاه در حال حاضر توسط ارتش عراق به عنوان یک پایگاه کوچک مورد استفاده است.